# Aristida asplundii
Aristida asplundii är en gräsart som beskrevs av Johannes Jan Theodoor Henrard. Aristida asplundii ingår i släktet Aristida och familjen gräs. Inga underarter finns listade i Catalogue of Life.